# Serratomaria tarsalis
Serratomaria tarsalis is een keversoort uit de familie harige schimmelkevers (Cryptophagidae). De wetenschappelijke naam van de soort werd in 1963 gepubliceerd door Takehiko Nakane & Hisamatsu.